# Coppa di Polonia 2020-2021 (pallavolo maschile)
La Coppa di Polonia 2019-2020 si è svolta dal 13 settembre 2020 al 14 marzo 2021: al torneo hanno partecipato ventiquattro squadre di club polacche e la vittoria finale è andata per l'ottava volta, la seconda consecutiva, allo ZAKSA.

## Regolamento
Le squadre hanno disputato una prima fase, a cui hanno partecipato quelle di II liga e III liga, strutturata in turno preliminare, primo turno e secondo turno: le due vincitrici sono qualificate alla seconda fase. Successivamente le squadre hanno disputato una seconda fase, a cui hanno partecipato le due vincitrici della prima fase e quelle di I liga, strutturata in primo turno, secondo turno, terzo turno e finale, quest'ultima giocata con gare di andata e ritorno: le due finaliste sono qualificate alla terza fase. Successivamente le squadre hanno disputato una terza fase, a cui hanno partecipato le due finaliste della seconda fase e le prime sei classificate al termine del girone di andata della Polska Liga Siatkówki 2020-21, strutturata in quarti di finale, semifinali e finale.

## Squadre partecipanti
| - Asseco Resovia - Arka Chełm - ATAK - Avia Świdnik - Bielsko-Bialskie - Błyskawica Szczecin - Visła Bydgoszcz - Gorzów Wielkopolski | - Gwardia Wrocław - Hetman Włoszczowa - Jastrzębski Węgiel - Kozienice - LKPS - MOSiR Sieradz - Olimpia Sulęcin - Skra Bełchatów | - Słupca - SMS Spała - Start Namysłów - Stoczniowiec Gdańsk - Trefl Gdańsk - Warta Zawiercie - ŻAK Krzeszyce - ZAKSA |

## Torneo

### Tabellone
|  | Quarti di finale   | Quarti di finale |  |                    | Semifinali      | Semifinali |  |       | Finale             | Finale |
|  |                    |                  |  |                    |                 |            |  |       |                    |        |
|  | ZAKSA              | 3                |  |                    |                 |            |  |       |                    |        |
|  | ZAKSA              | 3                |  |                    |                 |            |  |       |                    |        |
|  | Asseco Resovia     | 0                |  |                    |                 |            |  |       |                    |        |
|  | Asseco Resovia     | 0                |  | ZAKSA              | 3               |            |  |       |                    |        |
|  |                    |                  |  | ZAKSA              | 3               |            |  |       |                    |        |
|  |                    |                  |  |                    | Warta Zawiercie | 2          |  |       |                    |        |
|  | Bielsko-Bialskie   | 0                |  |                    | Warta Zawiercie | 2          |  |       |                    |        |
|  | Bielsko-Bialskie   | 0                |  |                    |                 |            |  |       |                    |        |
|  | Warta Zawiercie    | 3                |  |                    |                 |            |  |       |                    |        |
|  | Warta Zawiercie    | 3                |  |                    |                 |            |  | ZAKSA | 3                  |        |
|  |                    |                  |  |                    |                 |            |  | ZAKSA | 3                  |        |
|  |                    |                  |  |                    |                 |            |  |       | Jastrzębski Węgiel | 0      |
|  | Visła Bydgoszcz    | 0                |  |                    |                 |            |  |       | Jastrzębski Węgiel | 0      |
|  | Visła Bydgoszcz    | 0                |  |                    |                 |            |  |       |                    |        |
|  | Jastrzębski Węgiel | 3                |  |                    |                 |            |  |       |                    |        |
|  | Jastrzębski Węgiel | 3                |  | Jastrzębski Węgiel | 3               |            |  |       |                    |        |
|  |                    |                  |  | Jastrzębski Węgiel | 3               |            |  |       |                    |        |
|  |                    |                  |  |                    | Trefl Gdańsk    | 0          |  |       |                    |        |
|  | Skra Bełchatów     | 0                |  |                    | Trefl Gdańsk    | 0          |  |       |                    |        |
|  | Skra Bełchatów     | 0                |  |                    |                 |            |  |       |                    |        |
|  | Trefl Gdańsk       | 3                |  |                    |                 |            |  |       |                    |        |
|  | Trefl Gdańsk       | 3                |  |                    |                 |            |  |       |                    |        |

### Risultati

#### Prima fase

##### Turno preliminare
| 19 settembre 2020 Hala sportowa MOSiR, Chełm Durata: ? - Spettatori: 90             | Arka Chełm          | 3 - 0 | Kozienice           | 27-25, 25-18, 25-21        |
| 19 settembre 2020 Hala sportowa SDS, Stettino Durata: ? - Spettatori: 70            | Błyskawica Szczecin | 3 - 0 | ŻAK Krzeszyce       | 25-17, 25-16, 25-16        |
| 19 settembre 2020 Hala sportowa OSIR, Gorzów Wielkopolski Durata: ? - Spettatori: 0 | ATAK                | 1 - 3 | Gorzów Wielkopolski | 21-25, 19-25, 25-23, 26-28 |
| 13 settembre 2020 Hala Orzeł, Namysłów Durata: ? - Spettatori: 50                   | Start Namysłów      | 0 - 3 | Słupca              | 15-25, 17-25, 23-25        |

##### Primo turno
| 23 settembre 2020 Hala sportowa MOSiR, Chełm Durata: ? - Spettatori: 130    | Arka Chełm          | 3 - 2 | SMS Spała           | 24-26, 25-20, 21-25, 25-20, 15-11 |
| 23 settembre 2020 Hala sportowa OSIR, Włoszczowa Durata: ? - Spettatori: 50 | Hetman Włoszczowa   | 1 - 3 | MOSiR Sieradz       | 19-25, 25-21, 22-25, 21-25        |
| 23 settembre 2020 Hala sportowa SDS, Stettino Durata: ? - Spettatori: 60    | Błyskawica Szczecin | 3 - 2 | Gorzów Wielkopolski | 25-18, 25-23, 23-25, 20-25, 15-9  |
| 23 settembre 2020 Hala AWFiS, Danzica Durata: ? - Spettatori: 20            | Stoczniowiec Gdańsk | 1 - 3 | Słupca              | 25-19, 21-25, 18-25, 17-25        |

##### Secondo turno
| 7 ottobre 2020 Hala sportowa MOSiR, Chełm Durata: ? - Spettatori: 110 | Arka Chełm          | 1 - 3 | MOSiR Sieradz | 21-25, 25-18, 18-25, 20-25 |
| 7 ottobre 2020 Hala sportowa SDS, Stettino Durata: ? - Spettatori: 70 | Błyskawica Szczecin | 3 - 0 | Słupca        | 25-19, 25-19, 25-23        |

#### Seconda fase

##### Primo turno
| 3 novembre 2020 Hala sportowa SP nr 7, Świdnik Durata: 0 - Spettatori: 0 | Avia Świdnik | 3 - 0 | Gwardia Wrocław | 25-0, 25-0, 25-0 |

##### Secondo turno
| 4 novembre 2020 Hala sportowa SP nr 10, Sieradz Durata: ? - Spettatori: 0 | MOSiR Sieradz       | 0 - 3 | Visła Bydgoszcz | 21-25, 21-25, 20-25 |
| 8 novembre 2020 Hala sportowa SP nr 7, Świdnik Durata: 0 - Spettatori: 0  | Avia Świdnik        | 0 - 3 | Olimpia Sulęcin | 0-25, 0-25, 0-25    |
| 4 novembre 2020 Hala sportowa SDS, Stettino Durata: ? - Spettatori: 0     | Błyskawica Szczecin | 0 - 3 | LKPS            | 19-25, 12-25, 18-25 |

##### Terzo turno
| 18 novembre 2020 Hala Sportowa Adama Mickiewicza, Sulęcin Durata: ? - Spettatori: 0 | Olimpia Sulęcin  | 0 - 3 | Visła Bydgoszcz | 12-25, 15-25, 16-25        |
| 18 novembre 2020 Hala Widowiskowo-Sportowa, Bielsko-Biała Durata: ? - Spettatori: 0 | Bielsko-Bialskie | 3 - 1 | LKPS            | 25-19, 23-25, 25-19, 25-23 |

##### Finale

###### Andata
| 10 dicembre 2020 Hala Łuczniczka, Bydgoszcz Durata: ? - Spettatori: 0 | Visła Bydgoszcz | 2 - 3 | Bielsko-Bialskie | 28-26, 26-24, 18-25, 21-25, 13-15 |

###### Ritorno
| 17 dicembre 2020 Hala Widowiskowo-Sportowa, Bielsko-Biała Durata: ? - Spettatori: 0 | Bielsko-Bialskie | 3 - 2 | Visła Bydgoszcz | 21-25, 25-20, 20-25, 25-22, 15-12 |

#### Terza fase

##### Quarti di finale
| 17 febbraio 2021 Hala Azoty, Kędzierzyn-Koźle Durata: 1h:05 - Spettatori: 0             | ZAKSA            | 3 - 0 | Asseco Resovia     | 25-16, 25-22, 25-19        |
| 16 febbraio 2021 Hala Widowiskowo-Sportowa, Bielsko-Biała Durata: 1h:02 - Spettatori: 0 | Bielsko-Bialskie | 0 - 3 | Warta Zawiercie    | 15-25, 19-25, 18-25        |
| 16 febbraio 2021 Hala Łuczniczka, Bydgoszcz Durata: 1h:01 - Spettatori: 0               | Visła Bydgoszcz  | 0 - 3 | Jastrzębski Węgiel | 21-25, 13-25, 19-25        |
| 17 febbraio 2021 Hala Energia, Bełchatów Durata: 2h:04 - Spettatori: 0                  | Skra Bełchatów   | 1 - 3 | Trefl Gdańsk       | 25-19, 20-25, 22-25, 20-25 |

##### Semifinali
| 13 marzo 2021 Hala Suche Stawy, Cracovia Durata: 2h:15 - Spettatori: 0 | ZAKSA              | 3 - 2 | Warta Zawiercie | 20-25, 25-19, 25-18, 20-25, 15-11 |
| 13 marzo 2021 Hala Suche Stawy, Cracovia Durata: 1h:07 - Spettatori: 0 | Jastrzębski Węgiel | 3 - 0 | Trefl Gdańsk    | 25-22, 25-18, 25-19               |

##### Finale
| 14 marzo 2021 Hala Suche Stawy, Cracovia Durata: 1h:07 - Spettatori: 0 | ZAKSA | 3 - 0 | Jastrzębski Węgiel | 25-20, 27-25, 25-15 |